# 阿尔贝·库尔坎
阿尔贝·库尔坎（法語：Albert Courquin，1875年3月30日—1953年3月24日），法国男子射击运动员。他曾代表法国参加1908年和1924年夏季奥林匹克运动会射击比赛，共获得一枚银牌和一枚铜牌。